# أورسولا لير
أورسولا لير (بالإنجليزية: Ursula Lehr) من مواليد 5 يونيو 1930 وهي أكاديمية ألمانية وباحثة وسياسية ألمانية عملت كوزيرة فيدرالية للشباب والأسرة والمرأة والصحة من عام 1989 إلى عام 1990. وكانت أيضًا عضوًا في بوندستاغ.

## حياتها وتعليمها
ولدت أورسولا لير في بون في عام 1930 وتخرجت من جامعة غوته في فرانكفورت. وحصلت على درجة الدكتوراه من جامعة بون.

## عملها
أورسولا لير أكاديمية ألمانية وباحثة وسياسية. كانت عضوة في الاتحاد الديمقراطي المسيحي (CDU). وأثناء التعديل الوزاري في 9 أبريل 1989، أصبحت لير وزيرة فدرالية للشباب والأسرة والمرأة والصحة في مجلس الوزراء بقيادة مستشار ألمانيا (1949–) هلموت كول. استمرت فترة لير حتى ديسمبر 1990 عندما استقالت من منصبها بسبب انتقادات قاسية لأنها لم تكن ناجحة وشعبية. خدمت لير في بوندستاغ من عام 1990 إلى عام 1991. وبعد تركها السياسة، عادت إلى منصبها التعليمي.
أسست لير المركز الألماني لبحوث الشيخوخة (DZFA) في جامعة هايدلبرغ التي تأسست في عام 1995 وترأست المركز حتى عام 1998. كما شغلت منصب رئيسة الجمعية الألمانية لعلم الشيخوخة وطب الشيخوخة في الفترة من 1997 إلى 1998. تم انتخابها رئيسة لـ BAGSO (الرابطة الوطنية الألمانية لكبار السن من منظمات المواطنين) في عام 2009. أعيد انتخابها في هذا المنصب في أكتوبر 2012 لمدة ثلاث سنوات أخرى. وهي أيضا الرئيسة الفخرية لـ BAGSO.

## وصلات خارجية
- أورسولا لير على موقع مونزينجر (الألمانية)